# باغ منظرية (باقران)
باغ منظریة (بالفارسية: باغ منظریه) هي مستوطنة تقع في إيران في قسم باقران الريفي. يقدر عدد سكانها بـ 35 نسمة .